# Beatriz Luisa Ávila
Beatriz Luisa Ávila (San Miguel de Tucumán, 5 de octubre de 1966) es una periodista y política argentina del Partido por la Justicia Social, que se desempeñó como diputada nacional por la provincia de Tucumán entre 2017 y 2021, y se desempeña como senadora nacional por la misma provincia desde 2021.

## Biografía
Nacida en San Miguel de Tucumán en 1966, se recibió de licenciada en comunicación social con especialización en periodismo en 1989, en el Instituto San Miguel. Entre 1992 y 2003 trabajó en el diario La Gaceta de Tucumán. Está casada con Germán Alfaro, intendente de la capital tucumana y presidente del Partido por la Justicia Social, del cual forma parte.
En 2003 fue elegida a la Legislatura de la Provincia de Tucumán, siendo reelegida en 2007 y 2011, representando al departamento Capital. En 2015 fue elegida concejala de San Miguel de Tucumán.
En las elecciones legislativas de 2017, fue elegida a la Cámara de Diputados de la Nación por la provincia de Tucumán. Ocupó el segundo lugar de la lista de Cambiemos para el Bicentenario, alianza integrada por la Unión Cívica Radical, el Partido Demócrata Cristiano, el Movimiento Libres del Sur, Propuesta Republicana y el Partido por la Justicia Social, que obtuvo el 35,56% de los votos.
Luego de las elecciones de 2019, rompió con Cambiemos junto al diputado bonaerense Pablo Ansaloni y el santacruceño Antonio Carambia, pasando a integrar el nuevo bloque de Unidad Federal para el Desarrollo, presidido por José Luis Ramón. Dicha separación de Cambiemos fue cuestionada por los votantes, militantes y el propio Mauricio Macri desde las redes sociales. En noviembre de 2020 formó su propio monobloque, con el nombre de Partido por la Justicia Social, sin adherir a ningún interbloque.
Es vicepresidenta segunda de la comisión de Asuntos Cooperativos, Mutuales y de Organizaciones no Gubernamentales; e integra como vocal las comisiones de Acción Social y Salud Pública; de Asuntos Municipales; y de Libertad de Expresión. Se opuso a la legalización del aborto en Argentina, votando en contra de los dos proyectos de ley de interrupción voluntaria del embarazo que fueron debatidos por el Congreso en 2018 y 2020.
En las elecciones primarias de 2021, fue precandidata a senadora nacional por Tucumán en la interna de Juntos por el Cambio. En las elecciones legislativas generales, su esposo, Germán Alfaro, fue electo senador y al día siguiente renunció para dejarle su banca a ella.
En las Elecciones provinciales de Tucumán de 2023, fue candidata a intendente de la capital provincial, San Miguel de Tucumán, como sucesora de su esposo Germán Alfaro, perdiendo ante la candidata del Frente de Todos por Tucumán, la hasta ese momento diputada nacional Rossana Chahla, por una diferencia de poco más de 6000 votos.